# 那空叻差是玛
那空叻差是玛，习惯称为呵叻，是泰国东北部城市，那空叻差是玛府首府。位于呵叻高原西部边缘，蒙河上游南岸。历史上曾是暹罗国与老挝的边陲重镇。

## 地點
- Wat sang tham wang kao kaew
- Wat Khao phaengma：一間以修行為主的寺院，建築是白色架構加上深色頂部，本地人通常會在周末到訪去打坐與布施。

## 交通
- 泰國國鐵：那空叻差是瑪站

## 歷史事件
- 2020年那空叻差是瑪府槍擊案